# Плуарзель
Плуарзель (фр. Plouarzel) — коммуна на северо-западе Франции, находится в регионе Бретань, департамент Финистер, округ Брест, кантон Сен-Ренан. Расположена на берегу Атлантического океана, в 21 км к западу от Бреста. На территории коммуны находится мыс Корсен — самая западная точка континентальной Франции.
Население (2019) — 3 854 человека. 

## Достопримечательности
- Шато Кервеату
- Менгир Керлоа периода неолита
- Церковь Святого Арзеля конца XIX века

## Экономика
Структура занятости населения:
- сельское хозяйство — 12,4 %
- промышленность — 1,4 %
- строительство — 15,3 %
- торговля, транспорт и сфера услуг — 41,4 %
- государственные и муниципальные службы — 29,5 %

Уровень безработицы (2018) — 8,0 % (Франция в целом —  13,4 %, департамент Финистер — 12,1 %). 

Среднегодовой доход на 1 человека, евро (2018) — 23 580 (Франция в целом — 21 730, департамент Финистер — 21 970).

## Демография
Динамика численности населения, чел.

## Администрация
Пост мэра Плуарзеля с 1989 года занимает Андре Талармен (André Talarmin). На муниципальных выборах 2020 года возглавляемый им правый список был единственным.
| Период | Период | Фамилия        | Партия        | Примечания               |
| ------ | ------ | -------------- | ------------- | ------------------------ |
| 1965   | 1971   | Жан-Луи Пелло  |               | фермер, предприниматель  |
| 1971   | 1989   | Луи Кенки      |               |                          |
| 1989   |        | Андре Талармен | Разные правые | руководитель предприятия |

## Галерея
- Мыс Корсен
- Шато Кервеату
- Церковь Святого Арзеля
- Менгир Керлоа